# Carlos Juan Rodríguez
Carlos Juan Rodríguez (San Luis, 27 de mayo de 1831 - 1892) fue un político y educador argentino, líder del partido federal.

## Biografía
Hijo del coronel José Elías Rodríguez, que había participado de las campañas libertadoras de Chile y Perú, era también sobrino del doctor Victorino Rodríguez, que había sido fusilado en 1810 junto con Santiago de Liniers. Se recibió de abogado en Chile y regresó en 1852 a San Luis, donde fue ministro del gobernador Pablo Lucero, a quien acompañó a firmar el Acuerdo de San Nicolás.
Fue director de la única escuela secundaria de la provincia y presidente del Colegio de Electores que eligió presidente a Justo José de Urquiza en 1854. Se dedicó más tarde al comercio y fue nombrado juez del fuero civil por el gobernador Justo Daract. También fue consejero del gobierno y diputado a la legislatura y miembro del Superior Tribunal de Justicia provincial, todo al mismo tiempo.
A partir del año 1859 fue ministro general del gobernador Juan Esteban Pedernera y ejerció de hecho el mando civil, ya que este se dedicaba enteramente a formar cuerpos de ejército para reforzar los de la Confederación, especialmente para la batalla de Cepeda.
Fue miembro de la Convención Constituyente que sancionó la reforma constitucional de 1860. También fue ministro del gobernador Juan Saá, reemplazándolo interinamente como gobernador en ese mismo año. Luchó como oficial de infantería en la batalla de Pavón, en la que fue el jefe del Estado Mayor del Ejército del Centro de la Confederación.
En 1863 fue arrestado en Mendoza, por haber intentado impedir la invasión porteña a las provincias de Cuyo. Permaneció en la cárcel hasta 1866, aparentemente por orden de Domingo Faustino Sarmiento.
Aún estaba en la cárcel en noviembre de 1866 cuando se produjo una sublevación de soldados que se negaban a ir a la Guerra del Paraguay, iniciando la llamada Revolución de los Colorados. Estos abrieron la cárcel, de donde salió un gran número de montoneros y oficiales federales que habían sido apresados durante las guerras civiles contra el caudillo Ángel Vicente Peñaloza, entre ellos Rodríguez. Como era el que más experiencia política tenía, fue elegido gobernador por los rebeldes. Poco después fue nombrado "Director de la Guerra" contra el gobierno de Bartolomé Mitre y contra los partidarios de la guerra del Paraguay.
Las tropas "federales" se dividieron en dos: el grueso ocupó la provincia de San Luis, mandados por Juan Saá, y el resto, comandados por Juan de Dios Videla, ocupó la provincia de San Juan, de la que este fue nombrado gobernador. Otro grupo, formado por los exsoldados de Peñaloza, se estableció en el norte de San Juan y en La Rioja, al mando de Felipe Varela. La revolución dominaba ya cuatro provincias.
Provincializó las entradas de las Aduanas de la Provincia y encarceló a algunos opositores. Cuando, en abril de 1867, el general Saá fue derrotado por el coronel José Miguel Arredondo en la batalla de San Ignacio, a orillas del Río Quinto, se aseguró la huida de toda la gente que pudo salvar hacia Chile. Después pasó el mando a un funcionario y abandonó el país rumbo a Chile. A juzgar por los antecedentes de Paunero, los coroneles que mandaban las tropas nacionales, durante la guerra civil de 1861-63, salvó la vida a mucha gente de la venganza de estos.
En Chile se dedicó al comercio y al derecho, apoyando en lo que pudo las incursiones de Felipe Varela en Cuyo. Regresó a San Luis en 1878 y abrió un estudio de abogado.
Fue elegido nuevamente diputado provincial y presidió la Legislatura en 1879. En 1880 fue nuevamente presidente de un Colegio Electoral, el que eligió presidente a Julio Argentino Roca. Al año siguiente fue elegido senador nacional. Tuvo una actuación descollante en la discusión de la Ley de Matrimonio Civil.
Regresó a San Luis en 1883 para ser ministro de Hacienda y Educación: construyó numerosas escuelas y las organizó en un sistema centralizado, dirigido por una ley de educación provincial de su autoría. Volvió al Senado de la Nación en 1887.
Falleció siendo aún senador nacional.
Este exgobernador interino de dos provincias fue padre del gobernador Benigno Rodríguez Jurado, tío del gobernador Adolfo Rodríguez Saá "El Pampa", abuelo también de los gobernadores Humberto Rodríguez Saá y Ricardo Rodríguez Saá y del interventor federal Agustín Rodríguez Jurado, y tatarabuelo de los gobernadores Adolfo Rodríguez Saá —que fue también efímeramente presidente de la Nación— y Alberto Rodríguez Saá.